# Euridice (figlia di Climeno)
Euridice (in greco antico: Εὐρυδίκη?, Eurydíkē) è un personaggio della mitologia greca, figlia di Climeno.
Conosciuta anche come Euridice di Pilo, in alcune opere è considerata la moglie di Nestore al posto di Anassibia.

## Mitologia
Secondo Omero i figli avuti con Nestore sono: Antiloco, Areto, Echefrone, Perseo, Pisistrato, Trasimede, Pisidice, Policasta e Stratio.